# クリオスタット

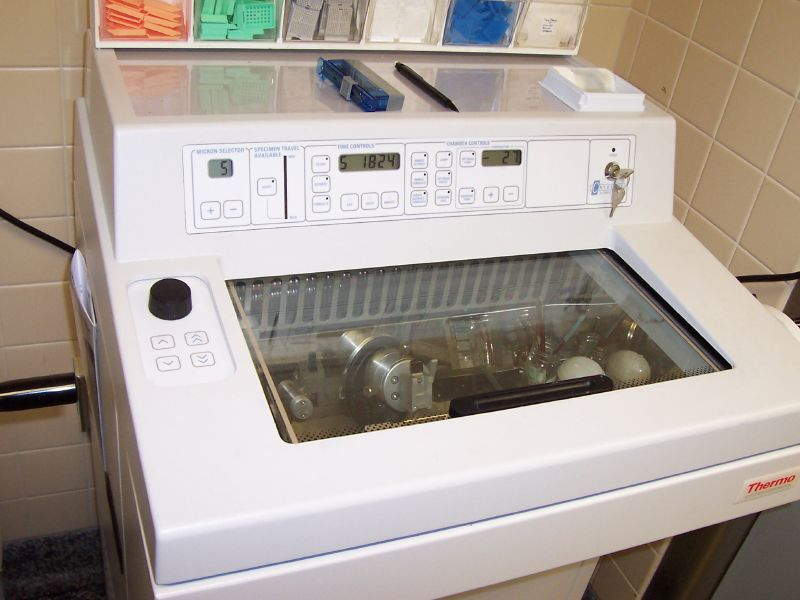
クリオスタット

クリオスタット（英: Cryostat）とは、凍結標本を作製する際に用いるミクロトームのこと。

## 概要
組織標本を観察する際は光学顕微鏡下、電子顕微鏡下いずれの場合も薄切りが必要となる。薄切りをするし際に組織を硬化させる必要があり、硬化させる方法には包埋法、凍結法の2種類がある。クリオスタットは凍結法に用いるもので、凍結した組織を薄切りするための医療機器である。迅速病理診断時に用いる。

## 凍結病理標本作製にあたって使用する手順
凍結病理標本作製は（1）包埋→（2）薄切→（3）染色→（4）鏡検の順で行う。クリオスタットは(2)の薄切りを行う機器であり、組織をOCTコンパウンド、ドライアイスで固めたものを薄切りする際に用いる。